# Ormyrus dryorhizoxeni
Ormyrus dryorhizoxeni är en stekelart som beskrevs av William Harris Ashmead 1885. Ormyrus dryorhizoxeni ingår i släktet Ormyrus och familjen kägelglanssteklar. Inga underarter finns listade i Catalogue of Life.